# Kuči

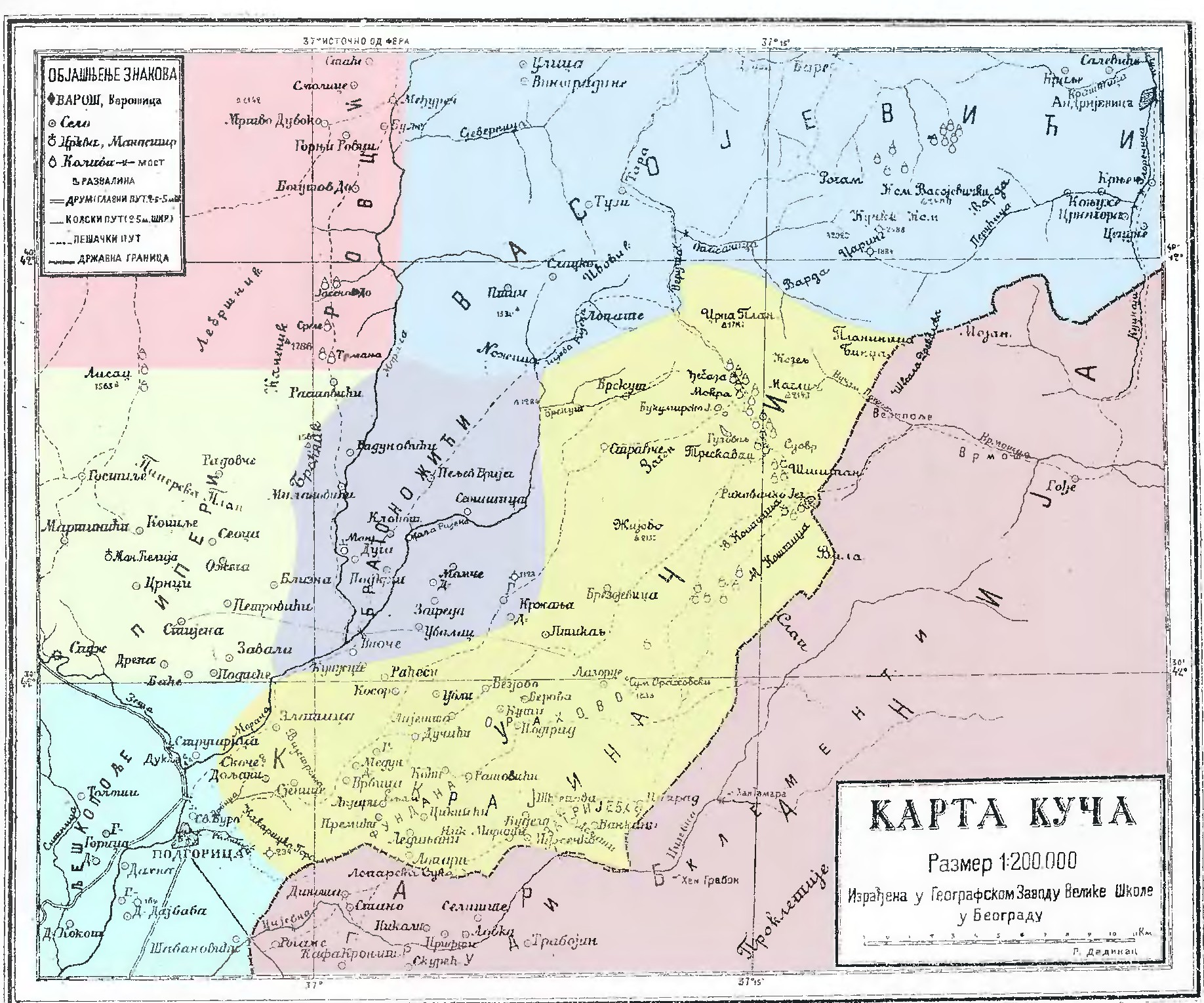
Tereny zamieszkiwane przez plemię (kolor żółty)

Kuči – plemię zamieszkujące niegdyś wschodnią część Czarnogóry, pomiędzy Podgoricą a pasmem górskim Komovi.
Było plemieniem o mieszanym słowiańsko-albańskim rodowodzie. Jego nazwa pochodzi od albańskiego słowa „kuq”, oznaczającego „czerwony”. Pierwsza historyczna wzmianka o nim pochodzi z 1455 roku.